# مرتضی پورصمدی
مرتضی پورصمدی (۱۸ مهر ۱۳۳۱ – ۱۱ شهریور ۱۴۰۲) عکاس، مدیر فیلمبرداری و از فعالان سینمای مستند و عکاسی مردم نگار ایران بود.

## زندگی
مرتضی پورصمدی در مهر ماه سال ۱۳۳۱ در همدان به دنیا آمد. وی تحصیلات را تا دوره متوسطه در همدان ادامه داد و سپس برای ادامه تحصیل در رشته فیلمبرداری در مدرسه عالی رادیو و تلویزیون به تهران آمد. وی پس از فارغ‌التحصیل شدن، به عنوان فیلمبردار در تلویزیون مرکز کرمانشاه مشغول به کار شد. در سال ۶۲ وی به تهران منتقل شد و فیلمبرداری مستند را به شکل حرفه‌ای ادامه داد. وی در سال ۱۳۷۶ بعد از ۲۵ سال فعالیت بازنشسته شد و سپس به عنوان فیلمبردار در سینما و تلویزیون به شکل آزاد به کار اشتغال داشت.

## مرگ
پورصمدی، در ۱۱ شهریورماه ۱۴۰۲ در حین کار در پروژه گناه فرشته درگذشت. پیکرش در بهشت سکینه کرج به خاک سپرده شد.

## نمایشگاه‌های عکاسی
- نمایشگاه زندگی عشایری  Nomad Life در موزه Medelhavsmuseet در استکهلم، سوئد ۱۹۹۹
- صوفیزم در ایران در موزه Medelhavsmuseet در استکهلم، سوئد ۲۰۰۲
- "زنان عشایر ایرانی" “Femmes nomads d’Iran” در Salle des actes واقع در کاخ یونسکو در پاریس ۲۰۰۴
- "زندگی عشایری ایران" "Nomadic women of Iran " گالری Bellart در ونکوور، کانادا ۲۰۰۷
- نمایشگاه عکس به یاد محسن رسولف، گالری دی، مهر ماه ۱۳۸۷

## فیلم‌های مستند
- یوفک
- چارشو
- همسران حاج عباس
- پیر حرا
- من با خدا حرف می‌زنم
- مریم جزیره هنگام
- پابرهنه تا هرات
- چشم‌اندازهای سیاوش آباد
- خشکسالی بلوچستان
- خدایخانه
- هور دورق
- آوای برکه‌ها
- چتر سبز، نخل جهرم
- آب غلطک آتش
- تاراز
- سنگ مادر خاموش
- شناسنامه یک کارخانه فراموش شده
- پیر شهریار
- مجموعه کودکان سرزمین ایران:
  - راویان کوچک روستای غریب
  - ملا خدیجه و بچه‌هایش
  - حوض نقاشی
  - عروسک‌های کمس
  - در مدرسه سید قلیچ ایشان
  - چیغ
  - میلکان
  - پیش
  - مسافران کوچک سفر بی‌انتها
  - دوبه
  - خط باریک قرمز

## فیلم‌های سینمایی
- ۲۸۸۸[۴]
- هویت
- سراب
- گل سرخ
- باغ سید
- مسافران دره انار
- آهوی وحشی
- آنها هیچ‌کس را دوست ندارند
- عصیان
- سال‌های بی‌قراری
- موشک کاغذی
- بال‌های سپید
- تهران ساعت ۷ صبح
- مرثیه‌ای برای برف
- گیلانه
- دایره زنگی
- شبانه
- یک گزارش واقعی
- خاطرات یک هفتاد و پنج ساله
- شبانه روز
- ترانه کوچک من
- طبقه سوم
- شیر تو شیر
- هیس! دخترها فریاد نمی‌زنند

## سریال‌های تلویزیونی
- جنگل‌ها و مراتع
- نقشه و نقشه‌برداری
- مزد ترس
- غبار نور
- مسافران دره انار
- منطق الطیر
- آوای مه (به همراه عظیم جوانروح)
- مدار صفر درجه
- حیرانی

## جشنواره‌ها و جوایز
- جایزه بهترین فیلم‌برداری - جشنواره رشد ۱۳۷۳
- نامزد دریافت جایزه بهترین فیلم‌برداری - جشنواره فیلم فجر ۱۳۷۵
- جایزه بهترین فیلم‌برداری - جشنواره رشد ۱۳۷۵
- جایزه بهترین فیلم‌برداری - سومین جشنواره سیما فیلم ۱۳۷۹
- جایزه بهترین فیلم‌برداری - جشنواره یادگار (اولین جشنواره فیلم میراث فرهنگی)
- جایزه بهترین فیلم‌برداری - جشنواره فیلم کودک و نوجوان ۱۳۸۳
- سیمرغ بلورین بهترین فیلمبرداری - بیست و هفتمین جشنواره فیلم فجر ۱۳۸۷
- جایزه بهترین فیلم‌برداری -سیزدهمین جشنواره سینما حقیقت 1398[۵]